# Gollum attenuatus
Gollum attenuatus (Garrick, 1954) è una delle tre specie della famiglia Pseudotriakidae, insieme a Pseudotriakis microdon e Gollum suluensis.

## Areale
Ne sono stati rinvenuti sulle coste di Nuova Zelanda, Nuova Caledonia, e Figi e presso la costa orientale dell'Australia.

## Habitat
Abitano le acque a profondità comprese tra i 120 ed i 660 metri, ma preferiscono quelle tra i 400 ed i 600.

## Aspetto
Il maschio raggiunge una lunghezza di 107 cm e la femmina di 109 cm. Non presentano spine sulle pinne. La pinna caudale non è ondulata ne sul lobo ventrale né su quello dorsale, ma ha un evidente tacca subterminale. L'asse vertebrale della pinna caudale è inoltre leggermente al di sopra dell'asse del corpo.

## Comportamento
Vivono probabilmente raggruppati in scuole.

## Riproduzione
La specie è ovovivipara e gli embrioni, oltre a nutrirsi del sacco vitellino e di latte uterino, praticano l'ovofagia, cioè si nutrono di altre uova prodotte dalla madre. Mettono al mondo 2 cuccioli alla volta.

## Alimentazione
Si nutrono di una grande varietà di pesci ossei, cefalopodi, invertebrati.

## Interazioni con l'uomo
Non è considerato pericoloso per l'uomo. Non è di alcun interesse ittico.